# 1973 en Colombie-Britannique
Chronologie de la Colombie-Britannique
- 1969
- 1970
- 1971
- 1972
- 1973
- 1974
- 1975
- 1976
- 1977

Cette page concerne des événements qui se sont produits durant l'année 1973 dans la province canadienne de Colombie-Britannique.

## Politique
- Premier ministre : Dave Barrett
- Chef de l'Opposition : W.A.C. Bennett du Parti Crédit social de la Colombie-Britannique puis Bill Bennett du Crédit social
- Lieutenant-gouverneur : John Robert Nicholson puis Walter Stewart Owen
- Législature :

## Événements
- Achèvement, à Vancouver :

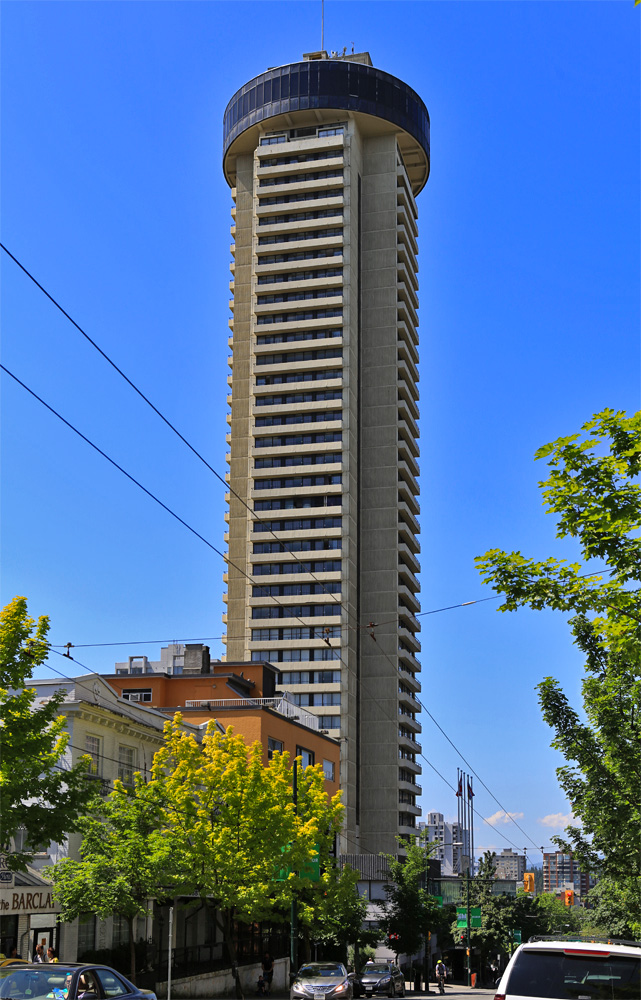
Empire Hotel Landmark

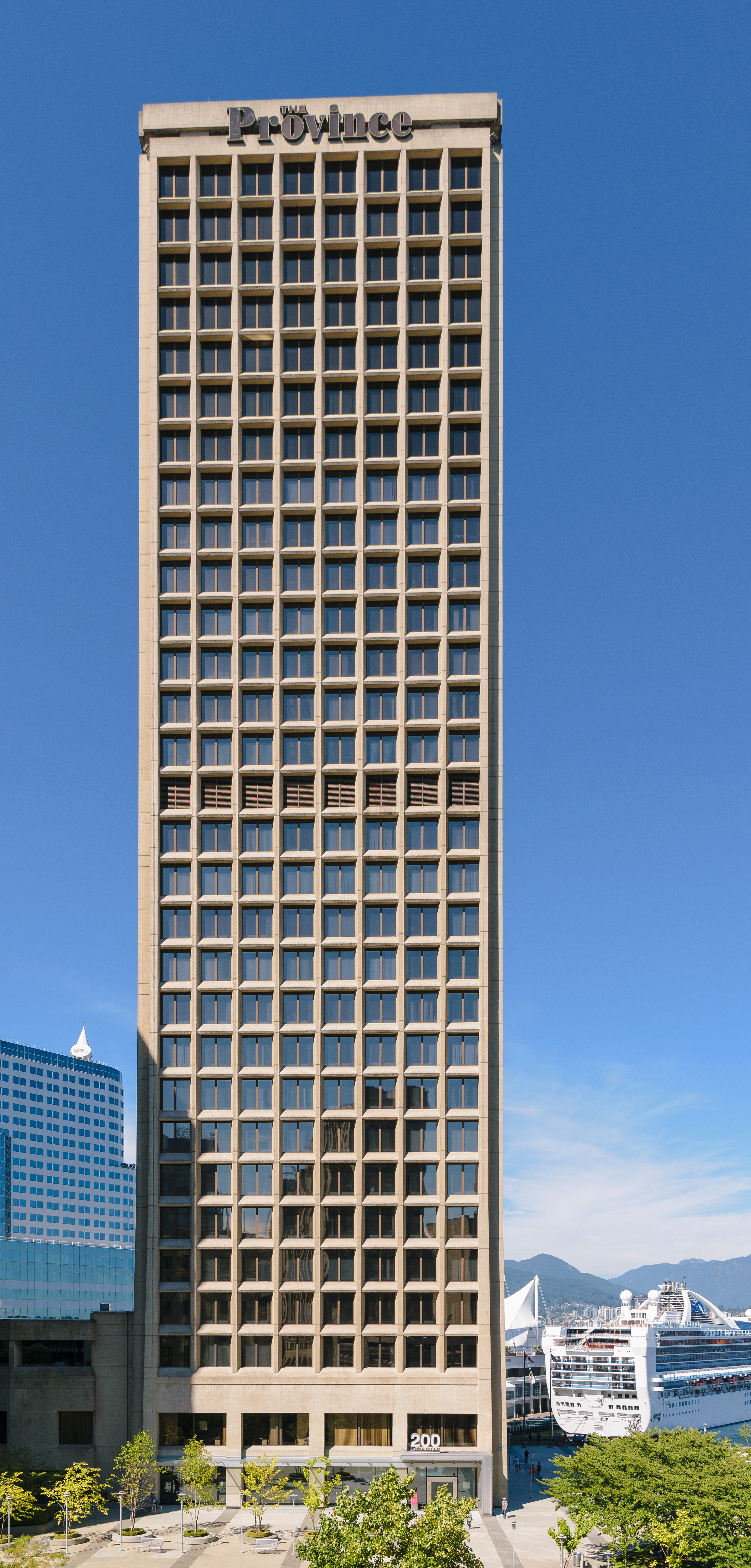
Granville Square, Vancouver.

  - de l' Empire Landmark Hotel, hôtel de 40 étages (120 mètres de hauteur) situé 1400 Robson Street[1].
  - du Granville Square, immeuble de bureaux à structure béton de 30 étages (142.04 mètres de hauteur) situé 200 Granville Street[2].
  - du Hyatt Regency Vancouver, hôtel de 35 étages (109 mètres de hauteur) situé 655 Burrard Street[3].
- Achèvement des travaux du Mica Dam, barrage hydroélectrique en enrochement sur la Columbia River. Sa hauteur est de 240 mètres avec une longueur de crête de 792 mètres[4].

## Naissances
- Chevy Stevens, nom de plume de Rene Unischewski[5], femme de lettres canadienne, auteure de roman policier.

- 17 mai à Victoria : Mélanie McQuaid, cycliste et triathlète professionnelle 1er championne et double championne du monde de cross triathlon en 2011 et 2017 (ITU), triple vainqueur du championnat du monde de Xterra Triathlon en 2003, 2005 et 2006.
- 10 novembre  à Victoria : Iain Brambell, rameur canadien.